# Flensing
Flensing är en kulle i Antarktis. Den ligger i Sydorkneyöarna. Argentina och Storbritannien gör anspråk på området.
Terrängen runt Flensing är kuperad österut, men åt nordväst är den platt. Havet är nära Flensing söderut.  Trakten är obefolkad. Det finns inga samhällen i närheten. 